# أستريد كروز جنسن
أستريد كروز جنسن (بالدنماركية: Astrid Kruse Jensen)‏ هي مصورة دنماركية، ولدت في 1975 في آرهوس في الدنمارك.

## وصلات خارجية
- الموقع الرسمي